# Verpulus gracilis
Verpulus gracilis is een hooiwagen uit de familie Sclerosomatidae.